# Tatort: Heilig Blut
Heilig Blut ist ein Fernsehfilm aus der Krimireihe Tatort. Es ist der 13. Fall der Düsseldorfer Ermittler Flemming und Koch und die 324. Tatortfolge. Der vom Westdeutschen Rundfunk produzierte Beitrag wurde am 14. Januar 1996 auf Das Erste zum ersten Mal gesendet. Flemming und Koch haben es mit dem rätselhaften Tod der Nonne eines Frauenklosters zu tun.

## Handlung
Im Frauenkloster Heilig Blut wird am frühen Morgen die Leiche der Nonne Theresa gefunden. Die Frau ist vom Glockenturm gestürzt und hat einen Genickbruch erlitten. Flemming findet in der Hand der Toten eine Holzfigur in der Form eines Fisches. Die Äbtissin Laetitia schließt einen Selbstmord aus. Was die Tote nachts auf dem Kirchturm gesucht hatte, kann die Äbtissin nicht erklären. In der Pathologie erfahren Flemming und Koch, dass Theresa im fünften Monat schwanger war. Unter ihren Fingernägeln wurden Spuren fremden Bluts gefunden; zudem fehlt ein Stück von ihrem Rock und in ihren Haaren wurden Algenreste entdeckt. Äbtissin Laetitia zeigt sich überrascht von der Schwangerschaft und sieht darin ein Selbstmordmotiv. Männerkontakte habe Theresa ihres Wissens nicht gehabt. Sie übergibt Flemming weitere Holztierfiguren, die Theresa in ihrer Matratze versteckt hatte. Die Klosterleitung bietet Flemming an, dass er eine Beamtin ins Kloster bringen kann, die dort ermitteln soll. Miriam Koch zieht kurz darauf ins Kloster ein. Währenddessen stellt sich heraus, dass das Blut unter Theresas Fingernägeln von einem Mann stammen muss, mit dem sie die Zeit vor ihrem Tod verbracht hatte. Flemming vernimmt den Priester der Nachbarkirche, Pater Domenicus. Der bestreitet, etwas mit der Schwangerschaft oder dem Tod von Theresa zu tun zu haben. Novizenmeisterin Maria Benigna erzählt Koch, dass Theresa eine vorbildliche Nonne war; jedoch habe sie vor fünf Monaten darum gebeten, vom Amt des Glockenläutens entbunden zu werden.
In der Nacht hört Koch Schwester Elia, die das Amt des Glockenläutens von Theresa übernommen hat, schreien. Sie sieht einen Mann wegrennen, der ihr unerkannt entkommen kann. Schwester Elia ist verstört. Wer der Mann war, wolle sie Koch nicht verraten. Am nächsten Morgen befragt Koch Laetitia. Die glaubt nicht, dass ein Mann im Kloster war; nur sie habe den Schlüssel zum Tor. Flemming hat unterdessen einen Bluttest mit Pater Domenicus durchgeführt. Der scheidet als Vater von Theresas Kind aus. Koch erzählt Flemming ihrerseits, dass sie auf dem Glockenturm einen Rosenkranz gesehen habe. Diesen könnte der Mörder verloren haben. Flemming sucht den Restaurator Wollersheim auf, der vor Jahren den Schlüssel zum Tor kurzzeitig besaß, als er Arbeiten in der Klosterkapelle ausgeführt hatte. Dieser bestreitet, seinerzeit einen Nachschlüssel angefertigt zu haben. Einer seiner Lehrlinge, Martin Buchenroth, habe ihm bei den Arbeiten geholfen und sei noch heute bei ihm. Der benachbarte Schlüsseldienst bestätigt Flemming, dass Buchenroth seinerzeit einen Nachschlüssel habe anfertigen lassen. Koch stellt nachts fest, dass der Rosenkranz, den sie auf dem Glockenturm entdeckt hatte, verschwunden ist. Flemming trifft sich am nächsten Morgen mit Martin und den heutigen Lehrlingen Wollersheims vor der Kirche. Beim Anblick der jungen Männer erschrickt Schwester Elia. Auf Nachfrage Flemmings gibt Martin zu, aus jugendlicher Dummheit damals einen Nachschlüssel angefertigt haben zu lassen. Er habe ihn jedoch niemals benutzt; der Nachschlüssel müsse heute irgendwo in der Unordnung der Werkstatt verloren gegangen sein. Er habe den jetzigen Lehrlingen von dem Schlüssel erzählt. Die Lehrlinge haben bis auf Gabriel Engelhardt ein Alibi. Flemming nimmt ihn mit aufs Präsidium. Dort gesteht der Lehrling, Theresa bei Arbeiten in der Kirche kennengelernt und einmal mit ihr geschlafen zu haben; danach habe er das Kloster allerdings nie wieder betreten.
Koch durchsucht das Zimmer von Schwester Elia, wird dabei jedoch von Äbtissin Laetitia ertappt, die sie des Klosters verweist; bevor Koch das Kloster verlässt, erhält sie eine anonyme Nachricht, dass sie sich im Büro von Laetitia umsehen solle. Dort findet Koch den verschwundenen Rosenkranz. Elia hingegen trifft sie nicht mehr an, da diese auf der Krankenstation ist. Flemming holt Koch aus dem Kloster ab. Der Bluttest Gabriels hat mittlerweile ergeben, dass auch das Blut unter Theresas Fingernägeln von ihm stammt und sie nehmen ihn fest. Gabriel bestreitet weiterhin den Mord; er habe Theresa nochmals aufgesucht, weil er ein schlechtes Gewissen wegen der damaligen Nacht hatte. Er hatte ihr selbstgeschnitzte Tierfiguren mitgebracht. Da er sich beim Schnitzen verletzt hatte, hatte sie ein Stück ihres Rockes abgerissen und ihn verbunden. Anschließend sei er vor dem Gewitter, das in der Mordnacht gewütet hatte, zur Werkstatt zurückgekehrt, um draußen trocknende Figuren in die Werkstatt zu bringen. Obwohl Wollersheim die Version bestätigt, nimmt Flemming Gabriel mit. Koch berichtet Flemming von dem anonymen Hinweis, dem sie nachgegangen ist. Er könne nur von Elia oder von der Leiterin der Krankenstation Maria Benigna stammen. Beide haben von ihren Fenstern Sicht auf den Glockenturm und könnten daher die Tat beobachtet haben. Neben dem Rosenkranz hat Koch im Schreibtisch auch starke sedierende Medikamente und Psychopharmaka gefunden. Die Beamten lassen den Rosenkranz, der aus Frauenhaaren gemacht wurde und eine Haarprobe der Äbtissin im Labor untersuchen, und er stellt sich tatsächlich als der von Laetitia heraus. Gabriel wird unterdessen freigelassen, weil die Beamten feststellen, dass Theresa während des Gewitters getötet worden sein muss.
Flemming und Koch fahren ins Kloster, um mit Maria Benigna zu sprechen, Laetitia kommt hinzu und zeigt den Beamten Zettel von Theresa. Diese fühlte sich wegen ihrer Schwangerschaft schuldig und wollte sterben. Elia hatte sich mit ihr getroffen und sie vom Turm gestoßen, damit sie nicht auch die Sünde des Selbstmords auf sich nehmen musste. Elia ist die Nichte Laetitias, ihre Schwester starb bei der Geburt Elias. Das Mädchen litt seit frühester Kindheit unter Schizophrenie und lebte in Waisenhäusern und Psychiatrien. Laetitia nahm das Mädchen in den Orden auf und behandelte deren Schizophrenie im Kloster weiter. Ihre Nichte vertraute sich Laetitia an, nachdem sie sich in der Kirche vor den jungen Männern erschreckt hatte, Laetitia hatte sich daraufhin entschlossen, ihre Nichte zu schützen. Flemming und Koch nehmen Elia fest.

## Rezeption

### Kritiken
Die Kritiker der Fernsehzeitschrift TV Spielfilm beurteilen die Folge mittelmäßig und fanden, „‚Der Name der Rose‘ als ‚Tatort‘? Haut nicht hin.“ Daher lautete das Urteil: „Sorry, aber Lüttge ist nicht Connery“.

### Einschaltquoten
Die Erstausstrahlung des Tatort Heilig Blut am 14. Januar 1996 wurde in Deutschland insgesamt von 10,99 Millionen Zuschauern gesehen und erreichte damit einen Marktanteil von 31,01 %.